# Interglaciaire Mindel-Riss
Glaciation de Mindel Glaciation de Riss
L'interglaciaire Mindel-Riss désigne une période interglaciaire qui sépare la glaciation de Mindel, qui le précède, et la glaciation de Riss, qui le suit. Il correspond au stade isotopique de l'oxygène 11 (SIO 11), qui s'étend de 421 000 à 395 000 ans avant le présent (AP).

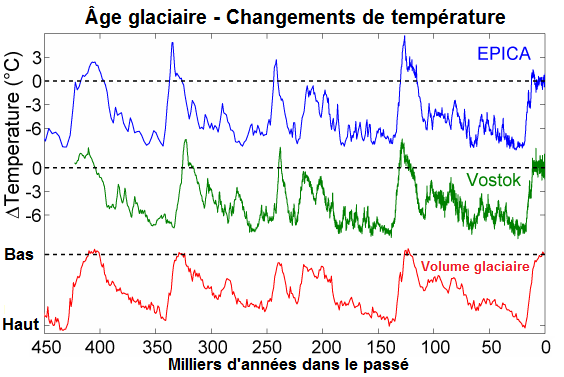
Variation des températures et du volume des glaces durant les quatre derniers cycles glaciaires du Pléistocène (lecture de gauche à droite).

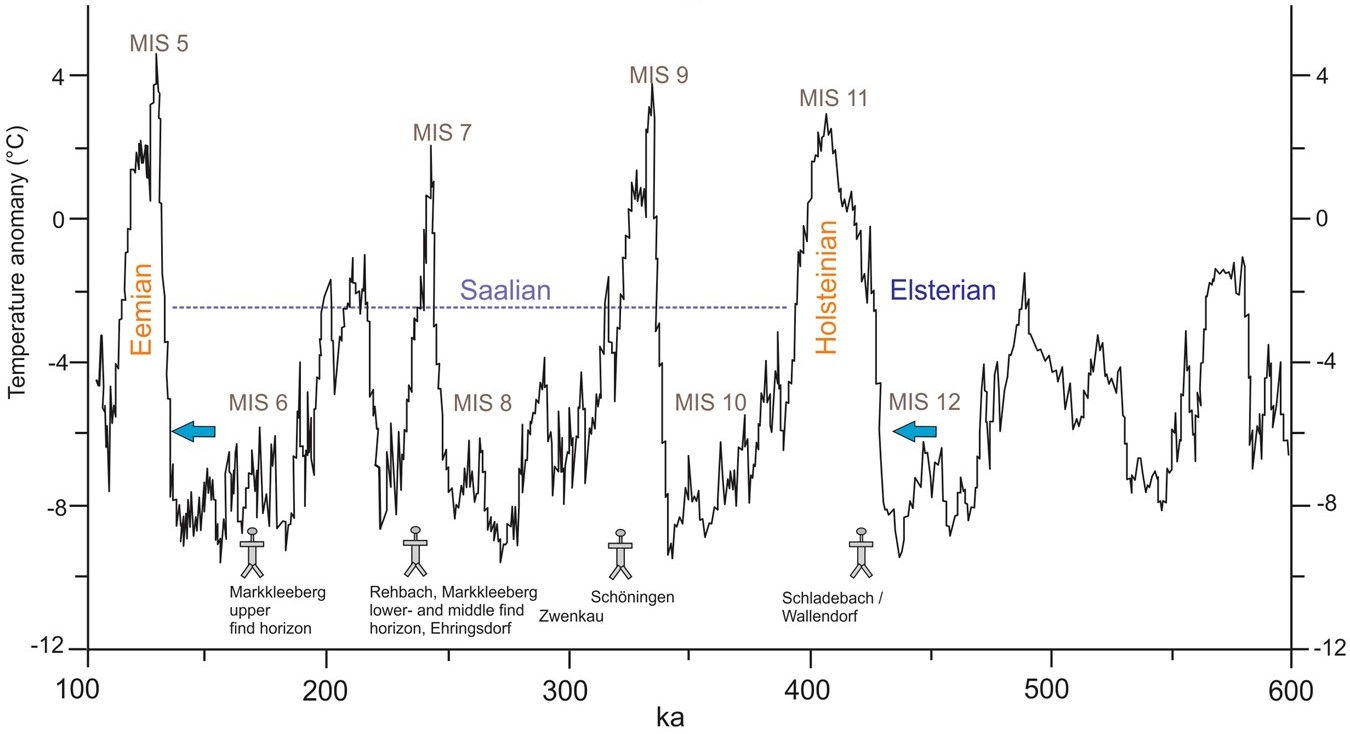
Une autre vision des cycles glaciaires du Pléistocène moyen, de 600000 à 100000 ans AP (lecture de droite à gauche).

## Historique
Interglaciaire Mindel-Riss est une terminologie alpine, introduite en 1909 par Albrecht Penck et Eduard Brückner, deux géologues allemands.
D'autres désignations ont été proposées au cours du XXe siècle pour d'autres régions d'Europe ou du monde, et qui se sont révélées équivalentes :
- Holsteinien : Europe du Nord
- Hoxnien : îles Britanniques

Ces systèmes de désignation traditionnels ne correspondent pas à la réalité des cycles glaciaires du Pléistocène moyen sur la planète, qui sont au nombre de 7 selon la chronologie isotopique (avec une périodicité d'environ 100 000 ans), et non pas de 3 comme dans les terminologies traditionnelles. Tenter de mettre les deux systèmes en correspondance relève donc en partie de choix arbitraires, tempérés par le fait que certains maximums glaciaires ont été plus sévères que d'autres.

## Chronologie
On a attribué à l'interglaciaire Mindel-Riss différentes datations au fil du XXe siècle, avant que les techniques modernes permettent d'émettre des propositions plus précises.
Le stade isotopique de l'oxygène 11 (SIO 11) a été daté en 2005 de 424 000 à 374 000 ans AP. Cet intervalle a été resserré de 421 000 à 395 000 ans AP en 2023.

## Sites paléolithiques
Plusieurs sites paléolithiques européens sont datés de cette période, au cours de laquelle le peuplement humain a pu s'étendre vers des latitudes plus hautes que pendant les phases glaciaires. Il s'agit généralement de sites acheuléens, puisque cet interglaciaire correspond à la fin du Paléolithique inférieur.
- 414 000 ans AP : occupation du site de Beeches Pit, en Angleterre, par des humains employant un outillage acheuléen généralement en silex, constitué notamment de grattoirs, de denticulés et de bifaces. Les fouilles ont livré des sédiments rougis et noircis, des silex rubéfiés, et des os d'animaux brulés, dans des foyers de forme circulaire ou ovalaire, de dimensions importantes (environ un mètre de diamètre)[4].

- 412 000 ans AP : début de l’occupation du site de Bilzingsleben, en Thuringe (Allemagne). Le site a livré des foyers attestant de l'usage du feu[4], datés vers 370 000 ans AP, et des vestiges fossiles et lithiques.

- 400 000 ans AP : la domestication du feu est attestée sur le site de Menez Dregan, à Plouhinec, en Bretagne[5].

- Vers 400 000 ans AP : datation de l'Homme de Swanscombe, nom donné aux fragments d'un crâne fossile néandertalien, découverts de 1935 à 1955 à Swanscombe, dans le Kent, dans le Sud de l'Angleterre[6].

- Vers 400 000 ans AP : un épieu (en) trouvé en 1911 à Clacton-on-Sea, dans le Sud de l'Angleterre[7], est l'un des plus anciens outils en bois connus en Europe[8].